# Coupe d'Union soviétique de football 1965-1966
Navigation
Édition 1965 Édition 1966-1967
La Coupe d'Union soviétique 1965-1966 est la 25e édition de la Coupe d'Union soviétique de football. Elle se déroule entre le 24 avril 1965 et le 8 novembre 1966. C'est la deuxième édition de la compétition à se jouer sur deux années civile après celle de 1959-1960.
La finale se joue le 8 novembre 1966 au Stade Lénine de Moscou et voit la victoire du Dinamo Kiev, qui remporte sa troisième coupe nationale aux dépens du Torpedo Moscou. Le Dinamo effectuant dans la foulée le doublé lors de la saison 1966, c'est finalement le Torpedo qui se qualifie pour la Coupe des coupes 1967-1968 en qualité de finaliste.

## Format
Un total de 186 équipes issues des trois premières divisions soviétiques prennent part à la compétition. Cela inclut les 19 participants à la première division 1966 ainsi que 51 des 53 pensionnaires du deuxième échelon 1966 (le Luch Vladivostok et le SKA-Khabarovsk n'étant alors pas encore acceptés dans la compétition), tandis que le reste des participants est issu de la troisième division de 1965 pour les équipes russes, ou 1966 pour celles des autres républiques soviétiques.
Le tournoi se divise en deux grandes phases. Dans un premier temps, une phase préliminaire est disputée entre les équipes de la troisième division, qui sont réparties en huit groupes géographiques sous la forme de mini-tournois afin de déterminer pour chaque une seule équipe qui se qualifie pour la phase finale. La phase finale, qui concerne 78 équipes et voit l'entrée en lice des clubs des deux premières divisions, se divise quant à elle en huit tours, à l'issue desquels le vainqueur de la compétition est désigné.
Les premiers tours de la phase préliminaire sont joués dès le printemps 1965 avec les équipes russes de la troisième division, alors que l'édition 1965 vient à peine de commencer, tandis que la phase finale ne démarre qu'à partir du mois de juin 1966 et voit alors l'entrée en lice des clubs des deux premières divisions de la saison 1966. En raison de cet écart temporel, un certain nombre de clubs de troisième division éliminés lors de la phase préliminaire de 1965 ont pu réintégrer la compétition en tant qu'équipes du deuxième échelon lors de la phase finale de 1966. Ce cas de figure concerne 15 clubs de la RSFS de Russie.
Chaque confrontation prend la forme d'une rencontre unique jouée sur la pelouse d'une des deux équipes. En cas d'égalité à l'issue du temps réglementaire d'un match, une prolongation est jouée. Si celle-ci ne suffit pas à départager les deux équipes, le match est rejoué ultérieurement.

## Phase finale

### Seizièmes de finale
Les rencontres de ce tour sont jouées entre le 23 juillet et le 13 août 1966.
| Date            | Locaux                      | Score    | Visiteurs                      |
| --------------- | --------------------------- | -------- | ------------------------------ |
| 23 juillet 1966 | Dinamo Kirovabad (D2)       | 4 - 1 ap | (D1) SKA Rostov                |
| 6 août 1966     | Lokomotiv Tcheliabinsk (D2) | 2 - 1    | (D1) Krylia Sovetov Kouïbychev |
| 6 août 1966     | Karpaty Lvov (D2)           | 1 - 1 ap | (D1) Zénith Léningrad          |
| 7 août 1966     | Karpaty Lvov (D2)           | 1 - 2    | (D1) Zénith Léningrad          |
| 6 août 1966     | Kouzbass Kemerovo (D2)      | 1 - 2 ap | (D1) Tchernomorets Odessa      |
| 6 août 1966     | Chakhtior Karaganda (D2)    | 1 - 2 ap | (D1) Dinamo Moscou             |
| 6 août 1966     | Lokomotiv Tbilissi (D2)     | 0 - 1    | (D1) Torpedo Moscou            |
| 7 août 1966     | Dinamo Léningrad (D2)       | 1 - 0    | (D1) Torpedo Koutaïssi         |
| 7 août 1966     | Rubin Kazan (D2)            | 0 - 1    | (D1) Dinamo Minsk              |
| 7 août 1966     | Dinamo Stavropol (D2)       | 0 - 1    | (D1) Dinamo Kiev               |
| 7 août 1966     | Chinnik Iaroslavl (D2)      | 3 - 1    | (D1) Ararat Erevan             |
| 7 août 1966     | Traktor Volgograd (D2)      | 1 - 0 ap | (D1) Neftianik Bakou           |
| 7 août 1966     | Ouralmach Sverdlovsk (D2)   | 3 - 1    | (D1) SKA Odessa                |
| 7 août 1966     | Avyntoul Kichinev (D1)      | 0 - 1    | (D1) Spartak Moscou            |
| 7 août 1966     | Chakhtior Donetsk (D1)      | 3 - 1 ap | (D1) Dinamo Tbilissi           |
| 11 août 1966    | Pakhtakor Tachkent (D1)     | 2 - 0    | (D1) CSKA Moscou               |
| 13 août 1966    | Kaïrat Alma-Ata (D1)        | 2 - 1    | (D1) Lokomotiv Moscou          |

### Huitièmes de finale
Les rencontres de ce tour sont jouées entre le 13 et le 26 août 1966.
| Date         | Locaux                    | Score    | Visiteurs                   |
| ------------ | ------------------------- | -------- | --------------------------- |
| 13 août 1966 | Ouralmach Sverdlovsk (D2) | 2 - 0    | (D2) Lokomotiv Tcheliabinsk |
| 23 août 1966 | Spartak Moscou (D1)       | 2 - 0    | (D1) Chakhtior Donetsk      |
| 25 août 1966 | Chinnik Iaroslavl (D2)    | 3 - 0    | (D2) Dinamo Léningrad       |
| 25 août 1966 | Tchernomorets Odessa (D1) | 2 - 0    | (D1) Pakhtakor Tachkent     |
| 26 août 1966 | Dinamo Minsk (D1)         | 2 - 1 ap | (D1) Dinamo Moscou          |
| 26 août 1966 | Torpedo Moscou (D1)       | 3 - 1    | (D2) Traktor Volgograd      |
| 26 août 1966 | Dinamo Kiev (D1)          | 3 - 0    | (D1) Zénith Léningrad       |
| 26 août 1966 | Kaïrat Alma-Ata (D1)      | 2 - 1    | (D2) Dinamo Kirovabad       |

### Quarts de finale
Les rencontres de ce tour sont jouées entre le 3 et le 16 septembre 1966.
| Date              | Locaux                    | Score    | Visiteurs                 |
| ----------------- | ------------------------- | -------- | ------------------------- |
| 3 septembre 1966  | Tchernomorets Odessa (D1) | 3 - 1    | (D2) Ouralmach Sverdlovsk |
| 4 septembre 1966  | Torpedo Moscou (D1)       | 2 - 1    | (D1) Kaïrat Alma-Ata      |
| 5 septembre 1966  | Dinamo Minsk (D1)         | 1 - 0 ap | (D2) Chinnik Iaroslavl    |
| 16 septembre 1966 | Dinamo Kiev (D1)          | 4 - 1    | (D1) Spartak Moscou       |

### Demi-finales
Les rencontres de ce tour sont jouées les 7 et le 9 octobre 1966.
| Date           | Locaux              | Score    | Visiteurs                 |
| -------------- | ------------------- | -------- | ------------------------- |
| 7 octobre 1966 | Torpedo Moscou (D1) | 3 - 0    | (D1) Tchernomorets Odessa |
| 9 octobre 1966 | Dinamo Kiev (D1)    | 1 - 0 ap | (D1) Dinamo Minsk         |

### Finale
| Titulaires :    |                            |     |
|                 |                            |     |
|                 | Anzor Kavazachvili         |     |
|                 | Viatcheslav Andreïouk (en) |     |
|                 | Viktor Choustikov          |     |
|                 | Viatcheslav Marouchko (en) | 70e |
|                 | Vladimir Saraïev (en)      |     |
|                 | Aleksandr Lenev            |     |
|                 | Valeri Voronine            |     |
|                 | Vladimir Brednev (ru)      |     |
|                 | Vladimir Chtcherbakov (en) |     |
|                 | Eduard Streltsov           |     |
|                 | Oleg Sergueïev (ru)        |     |
|                 |                            |     |
| Remplaçants :   |                            |     |
|                 | Vladimir Mikhaïlov (en)    | 70e |
|                 |                            |     |
| Entraîneur :    |                            |     |
| Viktor Marienko |                            |     |

| Titulaires :  |                            |     |
|               |                            |     |
|               | Ievgueni Roudakov          | 85e |
|               | Vladimir Chtchegolkov (ru) |     |
|               | Vadim Sosnikhine (en)      |     |
|               | Vassili Touriantchik (en)  |     |
|               | Leonid Ostrovski           |     |
|               | József Szabó               |     |
|               | Andreï Biba                |     |
|               | Fiodor Medvid (en)         |     |
|               | Viktor Serebrianikov       |     |
|               | Anatoli Bychovets          |     |
|               | Vitali Khmelnitski         | 85e |
|               |                            |     |
| Remplaçants : |                            |     |
|               | Viktor Bannikov            | 85e |
|               | Sergueï Kroulikovski (en)  | 85e |
|               |                            |     |
| Entraîneur :  |                            |     |
| Viktor Maslov |                            |     |

| Titulaires :    |                            |     |
|                 |                            |     |
|                 | Anzor Kavazachvili         |     |
|                 | Viatcheslav Andreïouk (en) |     |
|                 | Viktor Choustikov          |     |
|                 | Viatcheslav Marouchko (en) | 70e |
|                 | Vladimir Saraïev (en)      |     |
|                 | Aleksandr Lenev            |     |
|                 | Valeri Voronine            |     |
|                 | Vladimir Brednev (ru)      |     |
|                 | Vladimir Chtcherbakov (en) |     |
|                 | Eduard Streltsov           |     |
|                 | Oleg Sergueïev (ru)        |     |
|                 |                            |     |
| Remplaçants :   |                            |     |
|                 | Vladimir Mikhaïlov (en)    | 70e |
|                 |                            |     |
| Entraîneur :    |                            |     |
| Viktor Marienko |                            |     |

| Titulaires :  |                            |     |
|               |                            |     |
|               | Ievgueni Roudakov          | 85e |
|               | Vladimir Chtchegolkov (ru) |     |
|               | Vadim Sosnikhine (en)      |     |
|               | Vassili Touriantchik (en)  |     |
|               | Leonid Ostrovski           |     |
|               | József Szabó               |     |
|               | Andreï Biba                |     |
|               | Fiodor Medvid (en)         |     |
|               | Viktor Serebrianikov       |     |
|               | Anatoli Bychovets          |     |
|               | Vitali Khmelnitski         | 85e |
|               |                            |     |
| Remplaçants : |                            |     |
|               | Viktor Bannikov            | 85e |
|               | Sergueï Kroulikovski (en)  | 85e |
|               |                            |     |
| Entraîneur :  |                            |     |
| Viktor Maslov |                            |     |